# Godfrey Sealy
Godfrey Stephen Sealy (Puerto España, 3 de julio de 1959 - 26 de abril de 2006) fue un dramaturgo, director, actor y activista en respuesta al VIH/sida de Trinidad y Tobago. Sealy fue diagnosticado VIH positivo en 1988. Ese año puso en escena la obra One of Our Sons Is Missing (en español: Uno de nuestros hijos ha desaparecido). La obra fue la primera en Trinidad y Tobago en abordar el tema del VIH/sida.

## Biografía
Sealy nació en Puerto España y se crio en la localidad de St. James. Asistió al Fatima College y tuvo como mentor a Beryl McBurnie.

### Trabajo teatral
Sealy comenzó su carrera como actor en el Trinidad Tent Theatre, donde trabajó bajo la dirección de Helen Camps. Como parte del concurso Prime Minister's Best Village, trabajó con grupos de teatro locales de todo el país.
En 1984, Sealy fundó la Playhouse Company y realizó producciones que incluían The Rocky Horror Show y una obra original, Limin'.
En 1988, Sealy puso en escena One of Our Sons Is Missing, una obra sobre un joven bisexual que adquiere VIH, enferma de sida y, finalmente, fallece. Fue la primera obra de teatro en Trinidad y Tobago, y en todo el Caribe, que abordó el tema del VIH/sida. La obra fue publicada por Macmillan Caribbean como parte de una colección, You Can Lead a Horse to Water and Other Plays, en 2005.

### Activismo en respuesta el VIH/sida
Sealy trabajó intensamente para generar conciencia sobre el VIH/sida. Después de presentar One of Our Sons Is Missing en 1988, creó un vídeo para crear conciencia en el contexto del Carnaval de Trinidad y Tobago de 1989.
Sealy fundó Community Action Resource (CARE) junto con el sacerdote anglicano (y más tarde obispo de Granada) Clyde Harvey. CARE proporcionó alimentos, medicamentos y asesoramiento a personas que vivían con el VIH, y fue el primer grupo del país en brindarles apoyo.
Trabajó con ONUSIDA, PNUD y OPS para crear conciencia y apoyar la investigación sobre la enfermedad.
Sealy trabajó con el Centro de Epidemiología del Caribe (CAREC) como parte de su Programa Especial sobre Infecciones de Transmisión Sexual, particularmente con la comunidad homosexual y los hombres que tienen sexo con hombres.

## Vida personal
Sealy era abiertamente gay. Le diagnosticaron VIH positivo en 1988, tras haber tenido contacto con el virus mientras era estudiante en Los Ángeles. Su casa en Woodbrook se convirtió en un espacio seguro para personas maltratadas y marginadas, y en un centro para la comunidad teatral.
Godfrey Sealy murió por complicaciones de neumonía el 26 de abril de 2006.